# Geoffroy de Ruillé
Geoffroy de la Planche de Ruillé, né à Angers le 17 janvier 1842 et mort le 10 décembre 1923 à Bernay-en-Champagne,, est un sculpteur animalier français.

## Biographie
Le comte Geoffroy de Ruillé se fait connaître notamment pour ses sculptures de chevaux et de cavaliers. Il expose au Salon à partir de 1886.